# Жиль (роман)
«Жиль» (фр. Gilles) — частково автобіографічний роман французького письменника П'єра Дріє ла Рошеля, автора який є частиною втраченого покоління. Вперше твір опубліковано в 1939 році, його відзначають як неоднозначний та контроверсійний роман, що торкається тем боротьби фашизму та комунізму.

## Анотація
«Це історія юнака, який повертається з фронту Першої світової та марно намагається віднайти своє місце у повоєнному суспільстві: у невдалих романах із жінками, політичних гуртках та інтелектуальних блуканнях (які супроводжують блукання географічні: від суворих ландшафтів Нормандії до задухи африканського узбережжя). Та коли всюди його спіткає лише розчарування, Жиль навертається до найбільш радикальної та непримиренної ідеології свого часу.
Хтось знайде у романі реалістичні описи фронту Першої світової та Громадянської війни в Іспанії. Хтось співчуватиме Жилю або зненавидить його за нездатність до щирих стосунків із жінкою. Когось зацікавлять політичні інтриги та ідеологічні суперечки у Франції 20-х—30-х років. Очевидно лише те, що мало кого залишить байдужим цей роман про чергове втрачене покоління.»

## Сюжет
Сюжет охоплює період близько двадцяти років, починаючи від 1917 року та до подій 1937 року під час Громадянської війни в Іспанії. Твір складається з трьох частин та епілогу:

### Відпустка (XXVI розділів)
Зима 1917 року, солдат французької армії Жиль Ґамб'є отримує відпустку, тож він приїздить з фронту в Париж. Він сирота у якого з рідні є лише опікун Жильдас Карантан, що відлюдькувато мешкає на нормандському узбережжі. Не маючи великих грошей Жиль марнотратно витрачає останнє на дорогий одяг, готель та борделі. Одного ранку прокинувшись він вирішує завітати до родини багатих єврейських підприємців Фалькенбергів, чиї два сина служили з ним у полку доки обоє загинули. Жиль хоче попросити в їхньої матінки грошей для себе, адже переконаний, що вона йому не відмовить. Однак, прийшовши за адресою, служниця Фалькенбергів повідомляє, що мадам Фалькенберг не змогла пережити втрату синів і померла, але в неї окрім чоловіка месьє Фалькенберга лишилася дочка Міріам, з якою служниця пропонує зустрітись натомість. Жиль приймає пропозицію і по завершенню теплої, але дещо сумбурної розмови обіцяє Міріам завітати в гості ще. Так починається їхнє знайомство, що поступово переростає в симпатію з боку Міріам.
Після консультації з доктором Водемоном, Жиль лягає в лікарню прооперувати ліву руку, яка поступово втрачає свої здорові функції через фронтові поранення. Міріам весь час навідує Жиля та допомагає фінансово. По виписці з лікарні Жиль та Міріам продовжують зустрічатися, втім Жиль розуміє, що він її не кохає, йому потрібні лише її гроші. Міріам знайомить Жиля зі своїм батьком, хоча вони не знаходять порозуміння. Втім, через посередництво месьє Фалькенберга, за наполяганням його дочки, Жиля переводять з фронтової частини на чиновницьку роботу в тилу при Міністерстві закордонних справ. Попри всю симпатію збоку Міріам, Жиль довгий час в роздумах чи варто йому з нею одружуватись, адже це буде шлюб з розрахунку, який не принесе щастя Міріам і може зруйнувати життя. Поговоривши про це зі своїм опікуном Карантаном та після самогубства батька Міріам — Міріам та Жиль одружуються. Жиль прохолодно ставиться до дружини, але продовжує марнотратно витрачати гроші її сімейства. У якийсь час він вирішує попроситись знову на фронт, аби таким чином менше бачити дружину. Він отримує посаду перекладача в американському полку, де заводить роман з французькою медсестрою Алісою. Помітивши, що від її чоловіка надходять все коротші лист, Міріам вирішує навідати його, приїхавши прямо до місця розташування полку. Після емоційної розмови Жиль розповідає їй про існування Аліси. Повернувшись додому Міріам занурюється в роботу, паралельно весь час піддаючись впливу мадам Флорімон, власниці елітного салону в Парижі, який відвідують всі відомі особи міста і яка з самого початку була проти цього шлюбу. Отримавши відпустку, Жиль приїздить до Парижу, де весь час проводить з коханкою Алісою, навіть не повідомивши Міріам, що він у місті. Лише в останній день він вирішує завітати до неї, але двері йому відкриває високий масивний чоловік, що вмовляє його покинути Міріам. Після дражливої та саркастичної розмови з боку Жиля, починається бійка, за підсумками якої Жиль втрачає свідомість. Коли він приходить до тями через який час, над ним сидить Міріам, яка була свідком попередньої розмови та бійки. Після короткого діалогу Жиль одразу ж покидає будинок.

### Єлисейський палац (XXX розділів)
З моменту минулої частини пройшло кілька років, Перша світова закінчилася, Жиль розлучився з Міріам, мешкає в Парижі та продовжує працювати в Міністерстві закордонних справ. Час від часу він відвідує зібрання лівого угруповування «Бунт», членами якого є його старі знайомі Жильбер де Клеранс та Сиріль Ґалан. Також їх відвідує Поль Морель — син президента, який ненавидить свого батька та дотримується лівих поглядів. У Жиля нова коханка, цього разу це Дора Редінґ. Багата американка, що вийшла заміж за англійського пілота й завдяки впливу своєї родини допомогла йому побудувати кар'єру дипломата, про яку той завжди мріяв. Дора регулярно зраджує чоловіку з Жилем, ба більше, Жиль знаходить в ній першу жінку, яку дійсно кохає і мріє про одруження. Однак, після певного часу роздумів і переживань Дора все ж не наважується на розлучення з теперішнім чоловіком заради Жиля, вона повертається в США і пише Жилю останній лист зі словами, що всі наступні його листи вона навіть не відкриє, тому краще їй їх не надсилати. Жиль у розпачі.
Паралельно розгортаються зовсім інші події, пов'язані з угруповуванням «Бунт». Каель та Сиріль готуються організувати провокативні збори, де син президента виступить з різкою критикою політики свого батька. Вони вдвох саме займаються підготовкою, як раптом до їхнього помешкання приходить поліціянт месьє Жан, який повідомляє, що поліції відомо про всі їхні плани і якщо подія відбудеться, всі учасники будуть заарештовані. Врешті-решт налякані Каель та Сиріль скасовують задумані збори, але продовжують своє спілкування з Полем Морелем. Це триває якийсь час, доки не розгортається інший скандал: поліція заарештовує Сиріля разом з Полем та ще кількома молодиками на гей-вечірці в лазні. За посередництва президента їх все ж звільняють з-під варти, але це має досить негативні репутаційні наслідки. Після розмови Поля з батьком, у першого стається нервовий зрив і батьки відправляють його на лікування до санаторію в Швейцарії. Через який час Поль заводить тут собі коханку Ребеку — єврейку, що дотримується комуністичних поглядів і є біженкою від більшовиків зі Східної Європи. З нею син президента повертається назад до Парижу. Вони зустрічаються з Сирілем який дає Полю завдання викрасти компрометуючі листи на голову опозиції, які зараз є в розпорядженні його батька.
Поль приймає завдання, але в подальшому в нього стається черговий нервовий зрив і він втікає в невідомому напрямку погрожуючи вбити свого батька — президента Франції. Ребека намагається його знайти, вона розповідає всю історію мадам Флорімон, а потім Жилю. Останній йде в Єлисейський палац і попереджає про все родину президента. Далі він іде в бар де продовжує заливати горе по втраченій Дорі. Тут його знаходить Сиріль, який увесь цей час намагається знайти Поля, але безуспішно. Після словесної перепалки вони все ж вирушають на пошуки разом до Жильдаса Карантана, який через свої зв'язки в поліції дізнається, що Поля арештовано за плювок в офіцера і наразі він в поліції. Чоловіки забирають його звідти і лишають вдома у Жиля, адже його Поль вважає єдиним другом. Звідси його забирає додому мати. Через кілька днів сестра Поля і колишня коханка Жиля Антуанета повідомляє йому, що Поль вчинив самогубство вистріливши собі вночі з револьвера в рот. Чутка швидко шириться містом, президент Моріс Морель має політичні проблеми з урядом, а угруповування «Бунт» звинувачують Жиля в тому, що це він винен в самогубстві Поля. Прийшовши на зібрання Жиль намагається виправдати своє ім'я, а після сварки зі всіма присутніми їде на норманське узбережжя до свого опікуна Карантана — єдиної близької та рідної йому людини. Тут, гуляючи навколишніми селами вони розмірковують про занепад та смерть Франції, яка не скоро зможе відновити свою бувалу велич.

### Апокаліпсис (XXII розділи)
Події відбуваються через кілька років. Жиль вирішив продати все своє майно та віддатись мандрам. Він вирушає до Алжиру де знайомиться з дівчиною на ім'я Поліна. Зустрічаючись певний час вони вирішують повернутись у Францію. Жиль відкриває власну газету під назвою «Апокаліпсис», власноруч пише туди текст, а спонсором друку виступає багатий єврей Пройс, газета користується популярністю. Жиль відновлює спілкування з Лораном та Клерансом. Їхні розмови здебільшого стосуються політики. Вони відвідують збори Радикально партії, членом якої є Клеранс, де останній зі сцени виступає з критикою керівника партії Жюля Шанто. Лоран та Клеранс все більше схиляються до марксизму висловлюючи навіть ідеї створення своєї партії, тоді як Жиль тримається нейтрально.
У житті Жиля стається інша подія — Поліна вагітна. Це підштовхує Жиля укласти з нею шлюб, він радіє в очікуванні дитини. Однак, чим далі триває вагітність, ти важче Поліні її переносити, дівчину турбує нестерпний біль в животі. Після обстеження лікарів стає зрозуміло, що це пов'язано з венеричними захворюваннями, які вона отримала до знайомства з Жилем, коли якийсь час працювала повією. Щоб врятувати Поліну доводиться провести операцію з переривання вагітності, але дівчина все одно залишається прикутою до ліжка. У цей час Жиль починає спілкуватися з Бертою Сантоною, втім також не покидає Поліну. Йому доводиться закрити газету, але після того як туди почали писати статті Лоран та Пройс — вона втратила популярність. Натомість Жиль вирішує свої фінансові проблеми тим, що пише статті до різних французьких видань за які йому платять. З часом Поліна помирає, а у Франції розгораються вуличні заворушення, відомі як криза 6 лютого 1934 року. Ці події протистояння влади з ультраправими організаціями остаточно радикалізують Жиля, який до цього з цікавістю розмірковував про фашизм, як аналог комунізму.

### Епілог
1937 рік, Барселона, Іспанія. Чоловіки на ім'я Вальтер та Ван дер Брук зустрічаються на вулиці та прямують до кафе. Однак, з кафе їм доводиться втікати від переслідування. Автор дає читачу зрозуміти, що Вальтер це і є Жиль. Перебуваючи в схованці й проаналізувавши ситуацію Вальтер доходить висновку, що Ван дер Брук агент комуністів, тож він його вбиває. Обшукавши виявляє квиток на завтрашній літак. Наступного дня він вирушає до аеропорту, де за цим квитком його проводять в окремий літак де окрім нього в кріслах пасажирів летять ще дві особи: єврей Коен та француз Жан Екероль. Вальтер здогадується, що вони є комуністами. Літаки прямує не у Францію, як зазначено в квитку, а на острів Ібіса. Пролітаючи над ним літаку пробивають радіатор, тому він змушений зробити вимушену посадку на пляжі. Пасажири не знають ким контролюється острів. Жиль пропонує угоду: він зізнається, що фашист і обіцяє подбати про комуністів Коена та Екероля, якщо виявиться, що острів контролюють фашисти. Однак, якщо територія за червоними, то він просить аналогічної послуги від Коена. Острів виявляється за червоними, тож Вальтера беруть під варту, але не розстрілюють. Становище комуністів на острові досить хитке, вони чекають, що з дня на день владу можуть захопити фалангісти. За допомогою агента фашистів Педро Сарона Жиль тікає. Пробираючись через скелі він натрапляє на загін фалангістів які його затримують. Розповівши свою історію, завдяки імені Сарона, вони йому довіряють, забирають на свій корабель і повідомляють, що цієї ночі планують атаку. Оскільки в Першій світовій Жиль служив кулеметником, то й тут сідає за кулемет. Штурм вдалий, на острові встановлюється влада фалангістів, а комуністи тікають.
Оповідь переходить до іншого епізоду. Жиль працює на більш спокійній ділянці фронту. Він має написати звіт та покинути це маленьке містечко, однак він вирішує затриматись на один день. У цей час починається масштабний штурм, починається військова метушня. Жиль вимушений спалити свій звіт і після деякого вагання, чи варто йому, французові, ризикувати життям тут — в Іспанії, він бере гвинтівку і починає стріляти. Він готовий боротися далі за свої ідеї.

## Персонажі

### Основні
Жиль Ґамб'є — головний герой твору;
Міріам Фалькенберг — наречена, згодом дружина Жиля;
Аліса — французька медсестра в американському полку, коханка Жиля;
Дора Редінґ — американка, дружина Персі Редінґа, коханка Жиля;
Жильдас Карантан — опікун Жиля;
Ґреґуар Лоран — член угруповування «Бунт», друг Жиля;
Жильбер де Клеранс — друг Жиля, син мадам Флорімон;
Сиріль Ґалан — член угруповування «Бунт», менший син мадам Флорімон;
Поль Морель — син президента республіки;
Поліна — друга дружина Жиля народжена в Алжирі;

### Другорядні
Пан Шерве — власник дорогої крамниці вишуканого одягу;
Бенедикт — коротконогий алжирський єврей, військовий товариш Жиля;
доктор Водемон — хірург, давній друг Карантана;
Мейбл Гейленд — медсестра в лікарні, перша коханка Жиля;
Ежені — служниця Карантана;
Австрійка — повія з елітного Парижського борделю;
Месьє Фалькенберг — батько Маріам, успішний підприємиць, єврей-католик;
Рут Розенблатт — подруга Міріам;
Мадам Флорімон — власниця салону, мати Жильбера та Ґалана;
Антуанета де Клеранс — дружина Жильбера, дочка президента республіки;
Моріс Морель — президент республіки Франція;
Жюль Шанто — опозиційний політик, лідер Радикальної партії;
Месьє де Ґінґольф — чиновник Міністерства закордонних справ, начальник Жиля;
Бертело — чиновник Міністерства закордонних справ;
Персі Редінг — англійський пілот, згодом американський дипломат, чоловік Дори;
Каель — лідер угруповування «Бунт»;
месьє Жан — поліціянт;
месьє Майо — поліціянт, начальник Жана;
Ребека Соломонова — єврейка-комуністка зі Східної Європи, медсестра в Швейцарії, коханка Поля;
Енні Клеранс — друга дружина Жильбера Клеранса;
Месьє Мур'є — французький сенатор, коханець Поліни;
Пройс — багатий єврей, що фінансує видання газети «Апокаліпсис»;
Берта Сантона — коханка Жиля у період шлюбу з Поліною;
Ван дер Брук — спільник Вальтера (Жиля), згодом викритий комуніст;
Коен — єврей, високопоставлений комуніст;
Жан Екероль — француз у літаку, комуніст;
Педро Сарон — іспанець, агент фалангістів в рядах комуністів;
Олівер О'Коннор — фалангіст, ірландець;
Мануель Ортіст — фалангіст, іспанець;
Станіслав Забуловскі — фалангіст, поляк;

## Критика
Серед літературних критиків роман має нейтральні та високі оцінки, зокрема його хвалять за відвертість, добре прописану психологію персонажів та чудово передану епоху міжвоєнного періоду. Сам автор вважав цей роман найкращим своїм твором.
Французький літературний критик Гаетан Пікон:
«„Жиль“ (1939) без сумніву, є одним із найвидатніших романів століття — і однією з тих книжок, у яких обеззброююча щирість людини досягає величі, яка зазвичай приділяється літературним транспозиціям»

Британський письменник Вілл Сельф порівняв твір з романом іншого французького автора цього ж період, 1930-х років:
«Це добрий та безкомпромісний опис того, що означає бути фашистом у цю епоху, так само як „Умови людського існування“ Андре Мальро є описом того, що означає бути комуністом»

Професор гуманітарних наук Колумбійського університету Марк Лілла:
«Жиль — це трагічний роман… Він найглибше занурюється в психологію правої радикалізації, ніж будь-який роман того періоду, який я знаю»

## Переклади

### Український переклад
1 вересня 2023 року українське ветеранське видавництво «Стилет і стилос» анонсувало вихід роману, згодом було відкрито предзамовлення. Книгу було надруковано у червні 2024 року. Українською твір переклала Катерина Пакарець за оригінальним французьким виданням 1939 року. Також 8 вересня 2024 в рамках фестивалю «Kyiv Book Fest» відбулася презентація книги, де спікеркою виступила перекладачка, а модераторкою співзасновниця видавництва Діана Андрієвська.

### Іншомовні переклади та видання
Роман неодноразово видавався за межами Франції, зокрема його перекладено кількома європейськими мовами: німецькою (1966 та 2016), іспанською (1989), португальською (1994), італійською (2016), англійською (2018, 2019 та 2024) та російською (2020).
Також вперше опублікований 28 серпня 1939 року роман кілька разів перевидавався французькою, перевидання: 1942 (вперше з передмовою автора), 1962, 1973, 2019 та 2024 років.